# Barrika
Barrika város Spanyolországban,  Bizkaia tartományban. Barrika Sopelana, Urduliz és Plentzia községekkel határos. Lakosainak száma 1549 fő (2024).

## Népesség
A település lakosságának változását az alábbi diagram mutatja:
| Lakosok száma | 1170 | 1283 | 1405 | 1449 | 1510 | 1537 | 1525 | 1529 | 1547 | 1549 |
|               | 2001 | 2004 | 2007 | 2009 | 2012 | 2014 | 2017 | 2019 | 2022 | 2024 |